# Élections cantonales de 1998 dans la Vienne
Les élections cantonales ont eu lieu les 15 et 22 mars 1998.
Lors de ces élections, 19 des 38 cantons de la Vienne ont été renouvelés. Elles ont vu la reconduction de la majorité dirigée par René Monory, président du conseil général depuis 1977.

## Contexte départemental

### Assemblée départementale sortante
Avant les élections, le conseil général de la Vienne est présidé par René Monory (UDF). Il comprend 38 conseillers généraux issus des 38 cantons de la Vienne ; 19 d'entre eux sont renouvelables lors de ces élections.
| Parti                                       | Sigle    | Élus |
| ------------------------------------------- | -------- | ---- |
| Majorité (25 sièges)                        |          |      |
| Divers droite                               | DVD      | 9    |
| Union pour la démocratie française          | UDF      | 9    |
| Rassemblement pour la République            | RPR      | 5    |
| Centre national des indépendants et paysans | CNIP     | 1    |
| UDF apparenté                               | UDF app. | 1    |
| Opposition (13 sièges)                      |          |      |
| Parti socialiste                            | PS       | 9    |
| Parti communiste français                   | PCF      | 3    |
| Divers gauche                               | DVG      | 1    |
| Président du conseil général                |          |      |
| René Monory (UDF)                           |          |      |

## Résultats à l'échelle du département
| Étiquette      | Étiquette                          | Premier tour | Premier tour | Second tour | Second tour | Sièges |
| Étiquette      | Étiquette                          | Voix         | %            | Voix        | %           | Sièges |
| -------------- | ---------------------------------- | ------------ | ------------ | ----------- | ----------- | ------ |
|                | Parti socialiste                   | 16 509       | 20,36        | 18 873      | 33,30       | 4      |
|                | Parti communiste français          | 7 281        | 8,98         | 2 369       | 4,18        | 1      |
|                | Divers gauche                      | 5 611        | 6,92         | 4 761       | 8,40        | 1      |
|                | Les Verts                          | 3 842        | 4,74         |             |             |        |
|                | Parti radical de gauche            | 510          | 0,63         |             |             |        |
|                | Mouvement des citoyens             | 460          | 0,57         |             |             |        |
|                | Extrême gauche                     | 403          | 0,50         |             |             |        |
| Gauche         | Gauche                             | 34 616       | 42,70        | 26 003      | 45,88       | 6      |
|                |                                    |              |              |             |             |        |
|                | Union pour la démocratie française | 18 012       | 22,22        | 14 184      | 25,03       | 7      |
|                | Divers droite                      | 16 158       | 19,93        | 13 831      | 24,41       | 5      |
|                | Front national                     | 6 319        | 7,79         |             |             |        |
|                | Rassemblement pour la République   | 5 968        | 7,36         | 2 653       | 4,68        | 1      |
| Droite         | Droite                             | 46 457       | 57,30        | 30 668      | 54,12       | 13     |
|                |                                    |              |              |             |             |        |
| Inscrits       | Inscrits                           | 134 272      | 100,00       | 98 626      | 100,00      |        |
| Abstention     | Abstention                         | 48 837       | 36,37        | 38 679      | 39,22       |        |
| Votants        | Votants                            | 85 435       | 63,63        | 59 947      | 60,78       |        |
| Blancs et nuls | Blancs et nuls                     | 4 362        | 5,11         | 3 276       | 5,46        |        |
| Exprimés       | Exprimés                           | 81 073       | 94,89        | 56 671      | 94,54       |        |

### Résultats en nombre de sièges
| Parti | Sièges mis en jeu | Élus | Évolution |
| ----- | ----------------- | ---- | --------- |
| PCF   | 1                 | 1    | =         |
| PS    | 2                 | 4    | +2        |
| DVG   | 1                 | 1    | =         |
| UDF   | 7                 | 7    | =         |
| DVD   | 5                 | 5    | =         |
| CNIP  | 1                 | 0    | -1        |
| RPR   | 2                 | 1    | -1        |

### Assemblée départementale à l'issue des élections
| Parti                              | Sigle    | Élus |
| ---------------------------------- | -------- | ---- |
| Majorité (23 sièges)               |          |      |
| Divers droite                      | DVD      | 9    |
| Union pour la démocratie française | UDF      | 9    |
| Rassemblement pour la République   | RPR      | 4    |
| UDF apparenté                      | UDF app. | 1    |
| Opposition (15 sièges)             |          |      |
| Parti socialiste                   | PS       | 11   |
| Parti communiste français          | PCF      | 3    |
| Divers gauche                      | DVG      | 1    |
| Président du conseil général       |          |      |
| René Monory (UDF)                  |          |      |

## Résultats par canton

### Canton de Charroux
| Candidats      | Candidats               | Étiquette      | Premier tour | Premier tour | Second tour | Second tour |
| Candidats      | Candidats               | Étiquette      | Voix         | %            | Voix        | %           |
| -------------- | ----------------------- | -------------- | ------------ | ------------ | ----------- | ----------- |
|                | Jean-Charles Chevalier* | UDF            | 951          | 42,01        | 1 098       | 55,20       |
|                | Serge Coquilleau        | RPR            | 633          | 27,96        | 891         | 44,80       |
|                | Dunoyer Claude          | PCF            | 331          | 14,62        |             |             |
|                | Michel Chéron           | Verts          | 236          | 10,42        |             |             |
|                | Sabine Moyon            | FN             | 113          | 4,99         |             |             |
|                |                         |                |              |              |             |             |
| Inscrits       | Inscrits                | Inscrits       | 3 558        | 100,00       | 3 557       | 100,00      |
| Abstention     | Abstention              | Abstention     | 1 162        | 32,66        | 1 326       | 37,28       |
| Votants        | Votants                 | Votants        | 2 396        | 67,34        | 2 231       | 62,72       |
| Blancs et nuls | Blancs et nuls          | Blancs et nuls | 132          | 5,51         | 242         | 10,85       |
| Exprimés       | Exprimés                | Exprimés       | 2 264        | 94,49        | 1 989       | 89,15       |

*sortant

### Canton de Châtellerault-Ouest
| Candidats      | Candidats           | Étiquette      | Premier tour | Premier tour | Second tour | Second tour |
| Candidats      | Candidats           | Étiquette      | Voix         | %            | Voix        | %           |
| -------------- | ------------------- | -------------- | ------------ | ------------ | ----------- | ----------- |
|                | Joël Tondusson      | PS             | 1 656        | 28,17        | 2 172       | 38,15       |
|                | Philippe Rabit      | RPR            | 1 391        | 23,66        | 1 762       | 30,95       |
|                | Gilbert Guérineau   | PS             | 1 153        | 19,62        | 1 759       | 30,90       |
|                | Jacques Durand      | FN             | 723          | 12,30        |             |             |
|                | Jean-Claude Monaury | PCF            | 554          | 9,42         |             |             |
|                | Catherine Barril    | Verts          | 401          | 6,82         |             |             |
|                |                     |                |              |              |             |             |
| Inscrits       | Inscrits            | Inscrits       | 10 423       | 100,00       | 10 423      | 100,00      |
| Abstention     | Abstention          | Abstention     | 4 248        | 40,76        | 4 458       | 42,77       |
| Votants        | Votants             | Votants        | 6 175        | 59,24        | 5 965       | 57,23       |
| Blancs et nuls | Blancs et nuls      | Blancs et nuls | 297          | 4,81         | 272         | 4,56        |
| Exprimés       | Exprimés            | Exprimés       | 5 878        | 95,19        | 5 693       | 95,44       |

### Canton de Châtellerault-Sud
| Candidats      | Candidats           | Étiquette      | Premier tour | Premier tour | Second tour | Second tour |
| Candidats      | Candidats           | Étiquette      | Voix         | %            | Voix        | %           |
| -------------- | ------------------- | -------------- | ------------ | ------------ | ----------- | ----------- |
|                | Ghislain Delaroche* | UDF            | 2 109        | 36,56        | 2 705       | 51,21       |
|                | Bernard Rimbeau     | PS             | 1 747        | 30,28        | 2 577       | 48,79       |
|                | Joël Le Nestic      | FN             | 818          | 14,18        |             |             |
|                | Jean-Pierre Pipet   | PCF            | 705          | 12,22        |             |             |
|                | Vincent Guicharnaud | Verts          | 390          | 6,76         |             |             |
|                | Joseph Gauci        | DVD            | 0            | 0,00         |             |             |
|                |                     |                |              |              |             |             |
| Inscrits       | Inscrits            | Inscrits       | 10 679       | 100,00       | 10 541      | 100,00      |
| Abstention     | Abstention          | Abstention     | 4 621        | 43,27        | 4 888       | 46,37       |
| Votants        | Votants             | Votants        | 6 058        | 56,73        | 5 653       | 53,63       |
| Blancs et nuls | Blancs et nuls      | Blancs et nuls | 289          | 4,77         | 371         | 6,56        |
| Exprimés       | Exprimés            | Exprimés       | 5 769        | 95,23        | 5 282       | 93,44       |

*sortant

### Canton de Chauvigny
| Candidats      | Candidats         | Étiquette      | Premier tour | Premier tour |
| Candidats      | Candidats         | Étiquette      | Voix         | %            |
| -------------- | ----------------- | -------------- | ------------ | ------------ |
|                | Alain Fouché*     | UDF            | 3 152        | 59,73        |
|                | Bernard Radureau  | PS             | 835          | 15,82        |
|                | Alain Lebeau      | PCF            | 762          | 14,44        |
|                | Alain Deviart     | FN             | 265          | 5,02         |
|                | Dominique Audigué | Verts          | 263          | 4,98         |
|                |                   |                |              |              |
| Inscrits       | Inscrits          | Inscrits       | 8 469        | 100,00       |
| Abstention     | Abstention        | Abstention     | 1 162        | 32,66        |
| Votants        | Votants           | Votants        | 2 396        | 67,34        |
| Blancs et nuls | Blancs et nuls    | Blancs et nuls | 132          | 5,51         |
| Exprimés       | Exprimés          | Exprimés       | 2 264        | 94,49        |

*sortant

### Canton de Civray
| Candidats      | Candidats              | Étiquette      | Premier tour | Premier tour | Second tour | Second tour |
| Candidats      | Candidats              | Étiquette      | Voix         | %            | Voix        | %           |
| -------------- | ---------------------- | -------------- | ------------ | ------------ | ----------- | ----------- |
|                | Jean-Olivier Geoffroy  | DVD            | 1 838        | 42,37        | 2 253       | 51,60       |
|                | Jean-Bernard Brunet    | PS             | 1 465        | 33,77        | 2 113       | 48,40       |
|                | Yves Bouron            | PCF            | 490          | 11,30        |             |             |
|                | Georges Stupar         | Verts          | 327          | 7,54         |             |             |
|                | Jacqueline Ngiryabandi | FN             | 218          | 5,03         |             |             |
|                |                        |                |              |              |             |             |
| Inscrits       | Inscrits               | Inscrits       | 6 903        | 100,00       | 6 903       | 100,00      |
| Abstention     | Abstention             | Abstention     | 2 285        | 33,10        | 2 235       | 32,38       |
| Votants        | Votants                | Votants        | 4 618        | 66,90        | 4 668       | 67,62       |
| Blancs et nuls | Blancs et nuls         | Blancs et nuls | 280          | 6,06         | 302         | 6,47        |
| Exprimés       | Exprimés               | Exprimés       | 4 338        | 93,94        | 4 366       | 93,53       |

### Canton de Couhé
| Candidats      | Candidats                 | Étiquette      | Premier tour | Premier tour | Second tour | Second tour |
| Candidats      | Candidats                 | Étiquette      | Voix         | %            | Voix        | %           |
| -------------- | ------------------------- | -------------- | ------------ | ------------ | ----------- | ----------- |
|                | André Sénécheau*          | DVD            | 1 270        | 36,03        | 1 755       | 56,25       |
|                | Robert Berger             | DVD            | 725          | 20,57        | 1 365       | 43,75       |
|                | Jean-Claude Bosseboeuf    | DVD            | 610          | 17,30        | Retrait     | Retrait     |
|                | Alain Le Maguet           | PCF            | 425          | 12,06        |             |             |
|                | Marie-Christine Marciniak | Verts          | 260          | 7,38         |             |             |
|                | Béatrice Degrootte        | FN             | 235          | 6,67         |             |             |
|                |                           |                |              |              |             |             |
| Inscrits       | Inscrits                  | Inscrits       | 5 660        | 100,00       | 5 660       | 100,00      |
| Abstention     | Abstention                | Abstention     | 1 869        | 33,02        | 2 145       | 37,90       |
| Votants        | Votants                   | Votants        | 3 791        | 66,98        | 3 515       | 62,10       |
| Blancs et nuls | Blancs et nuls            | Blancs et nuls | 266          | 7,02         | 395         | 11,24       |
| Exprimés       | Exprimés                  | Exprimés       | 3 525        | 92,98        | 3 120       | 88,76       |

*sortant

### Canton de Loudun
| Candidats      | Candidats                 | Étiquette      | Premier tour | Premier tour |
| Candidats      | Candidats                 | Étiquette      | Voix         | %            |
| -------------- | ------------------------- | -------------- | ------------ | ------------ |
|                | René Monory*              | UDF            | 3 060        | 56,90        |
|                | Pierre Lantier            | PS             | 816          | 15,17        |
|                | Claude Turquois           | PCF            | 633          | 11,77        |
|                | Olivier Lambert de Cursay | FN             | 464          | 8,63         |
|                | Joël Quéméner             | DVD            | 405          | 7,53         |
|                |                           |                |              |              |
| Inscrits       | Inscrits                  | Inscrits       | 9 463        | 100,00       |
| Abstention     | Abstention                | Abstention     | 3 734        | 39,46        |
| Votants        | Votants                   | Votants        | 5 729        | 60,54        |
| Blancs et nuls | Blancs et nuls            | Blancs et nuls | 351          | 6,13         |
| Exprimés       | Exprimés                  | Exprimés       | 5 378        | 93,87        |

*sortant

### Canton de Lusignan
| Candidats      | Candidats          | Étiquette      | Premier tour | Premier tour | Second tour | Second tour |
| Candidats      | Candidats          | Étiquette      | Voix         | %            | Voix        | %           |
| -------------- | ------------------ | -------------- | ------------ | ------------ | ----------- | ----------- |
|                | Lionel Huguet*     | UDF            | 2 353        | 46,52        | 2 726       | 57,26       |
|                | René Gibault       | DVG            | 1 381        | 27,30        | 2 035       | 42,74       |
|                | Guy Dribault       | PCF            | 439          | 8,68         |             |             |
|                | Georges Delplanque | Verts          | 369          | 7,30         |             |             |
|                | Georges La Planeta | FN             | 288          | 5,69         |             |             |
|                | Michel Poupet      | DVD            | 228          | 4,51         |             |             |
|                |                    |                |              |              |             |             |
| Inscrits       | Inscrits           | Inscrits       | 8 162        | 100,00       | 8 162       | 100,00      |
| Abstention     | Abstention         | Abstention     | 2 843        | 34,83        | 3 211       | 39,34       |
| Votants        | Votants            | Votants        | 5 319        | 65,17        | 4 951       | 60,66       |
| Blancs et nuls | Blancs et nuls     | Blancs et nuls | 261          | 4,91         | 190         | 3,84        |
| Exprimés       | Exprimés           | Exprimés       | 5 058        | 95,09        | 4 761       | 96,16       |

*sortant

### Canton de Lussac-les-Châteaux
| Candidats      | Candidats           | Étiquette      | Premier tour | Premier tour | Second tour | Second tour |
| Candidats      | Candidats           | Étiquette      | Voix         | %            | Voix        | %           |
| -------------- | ------------------- | -------------- | ------------ | ------------ | ----------- | ----------- |
|                | Jean-Claude Compain | DVD            | 1 426        | 32,38        | 1 921       | 44,78       |
|                | Robert Bon*         | PCF            | 1 368        | 30,97        | 2 369       | 55,22       |
|                | Thierry Bauduin     | DVD            | 608          | 13,76        |             |             |
|                | Thierry Mesmin      | PS             | 556          | 12,59        |             |             |
|                | Pascal Gouin        | Verts          | 235          | 5,32         |             |             |
|                | Brigitte Leroy      | FN             | 224          | 5,07         |             |             |
|                |                     |                |              |              |             |             |
| Inscrits       | Inscrits            | Inscrits       | 6 808        | 100,00       | 6 808       | 100,00      |
| Abstention     | Abstention          | Abstention     | 2 194        | 32,23        | 2 297       | 33,74       |
| Votants        | Votants             | Votants        | 4 614        | 67,77        | 4 511       | 66,26       |
| Blancs et nuls | Blancs et nuls      | Blancs et nuls | 197          | 4,27         | 221         | 4,90        |
| Exprimés       | Exprimés            | Exprimés       | 4 417        | 95,73        | 4 290       | 95,10       |

*sortant

### Canton de Mirebeau
| Candidats      | Candidats         | Étiquette      | Premier tour | Premier tour | Second tour | Second tour |
| Candidats      | Candidats         | Étiquette      | Voix         | %            | Voix        | %           |
| -------------- | ----------------- | -------------- | ------------ | ------------ | ----------- | ----------- |
|                | Denis Brunet*     | UDF            | 1 476        | 48,02        | 1 639       | 55,79       |
|                | Bernard Rousselle | PS             | 1 085        | 35,30        | 1 299       | 44,21       |
|                | Bruno Martin      | FN             | 266          | 8,65         |             |             |
|                | Eric Lafond       | EXG            | 148          | 4,81         |             |             |
|                | Yvon Busseau      | PCF            | 99           | 3,22         |             |             |
|                |                   |                |              |              |             |             |
| Inscrits       | Inscrits          | Inscrits       | 4 808        | 100,00       | 4 808       | 100,00      |
| Abstention     | Abstention        | Abstention     | 1 555        | 32,34        | 1 705       | 35,46       |
| Votants        | Votants           | Votants        | 3 253        | 67,66        | 3 103       | 64,54       |
| Blancs et nuls | Blancs et nuls    | Blancs et nuls | 179          | 5,50         | 165         | 5,32        |
| Exprimés       | Exprimés          | Exprimés       | 3 074        | 94,50        | 2 938       | 94,68       |

*sortant

### Canton de Moncontour
| Candidats      | Candidats              | Étiquette      | Premier tour | Premier tour | Second tour | Second tour |
| Candidats      | Candidats              | Étiquette      | Voix         | %            | Voix        | %           |
| -------------- | ---------------------- | -------------- | ------------ | ------------ | ----------- | ----------- |
|                | Martine Ducroz*        | UDF            | 1 068        | 40,33        | 1 400       | 55,36       |
|                | Gildas Lucas           | DVG            | 527          | 19,90        | 1 129       | 44,64       |
|                | Claude Sergent         | DVD            | 357          | 13,48        |             |             |
|                | Michel Métais          | PS             | 315          | 11,90        |             |             |
|                | Serge Thibivilliers    | FN             | 185          | 6,99         |             |             |
|                | Jacques Bertrand       | DVG            | 108          | 4,08         |             |             |
|                | Christian Hauchemaille | PCF            | 88           | 3,32         |             |             |
|                |                        |                |              |              |             |             |
| Inscrits       | Inscrits               | Inscrits       | 3 951        | 100          | 3 951       | 100,00      |
| Abstention     | Abstention             | Abstention     | 1 149        | 29,08        | 1 259       | 31,87       |
| Votants        | Votants                | Votants        | 2 802        | 70,92        | 2 692       | 68,13       |
| Blancs et nuls | Blancs et nuls         | Blancs et nuls | 154          | 5,50         | 163         | 6,05        |
| Exprimés       | Exprimés               | Exprimés       | 2 648        | 94,50        | 2 529       | 93,95       |

*sortant

### Canton de Neuville-de-Poitou
| Candidats      | Candidats       | Étiquette      | Premier tour | Premier tour | Second tour | Second tour |
| Candidats      | Candidats       | Étiquette      | Voix         | %            | Voix        | %           |
| -------------- | --------------- | -------------- | ------------ | ------------ | ----------- | ----------- |
|                | Serge Chamoret* | PS             | 2 684        | 43,93        | 3 305       | 58,34       |
|                | Annette Savin   | UDF            | 1 965        | 32,16        | 2 360       | 41,66       |
|                | Francis Poyant  | FN             | 565          | 9,25         |             |             |
|                | Michel Duchesne | DVD            | 322          | 5,27         |             |             |
|                | Claude Pérochon | Verts          | 297          | 4,86         |             |             |
|                | Marinette Nadal | PCF            | 277          | 4,53         |             |             |
|                |                 |                |              |              |             |             |
| Inscrits       | Inscrits        | Inscrits       | 10 352       | 100,00       | 10 352      | 100,00      |
| Abstention     | Abstention      | Abstention     | 3 978        | 38,43        | 4 437       | 42,86       |
| Votants        | Votants         | Votants        | 6 374        | 61,57        | 5 915       | 57,14       |
| Blancs et nuls | Blancs et nuls  | Blancs et nuls | 264          | 4,14         | 250         | 4,23        |
| Exprimés       | Exprimés        | Exprimés       | 6 110        | 95,86        | 5 665       | 95,77       |

*sortant

### Canton de Pleumartin
| Candidats      | Candidats          | Étiquette      | Premier tour | Premier tour | Second tour | Second tour |
| Candidats      | Candidats          | Étiquette      | Voix         | %            | Voix        | %           |
| -------------- | ------------------ | -------------- | ------------ | ------------ | ----------- | ----------- |
|                | Emmanuel Chambord* | DVG            | 1 476        | 42,52        | 1 597       | 47,61       |
|                | Daniel Dhumeaux    | DVD            | 970          | 27,95        | 1 120       | 33,39       |
|                | Bernard Jacob      | DVD            | 609          | 17,55        | 637         | 18,99       |
|                | Dominique Brunet   | Verts          | 197          | 5,68         |             |             |
|                | Christian Ingres   | FN             | 219          | 6,31         |             |             |
|                |                    |                |              |              |             |             |
| Inscrits       | Inscrits           | Inscrits       | 5 200        | 100,00       | 5 200       | 100,00      |
| Abstention     | Abstention         | Abstention     | 1 559        | 29,98        | 1 731       | 33,29       |
| Votants        | Votants            | Votants        | 3 641        | 70,02        | 3 469       | 66,71       |
| Blancs et nuls | Blancs et nuls     | Blancs et nuls | 170          | 4,67         | 115         | 3,32        |
| Exprimés       | Exprimés           | Exprimés       | 3 471        | 95,33        | 3 354       | 96,68       |

*sortant

### Canton de Poitiers-4
| Candidats      | Candidats         | Étiquette      | Premier tour | Premier tour | Second tour | Second tour |
| Candidats      | Candidats         | Étiquette      | Voix         | %            | Voix        | %           |
| -------------- | ----------------- | -------------- | ------------ | ------------ | ----------- | ----------- |
|                | André Coquema*    | DVD            | 2 520        | 41,39        | 2 833       | 48,44       |
|                | Jean-Luc Gaboreau | PS             | 1 956        | 32,12        | 3 016       | 51,56       |
|                | Claude Rouquet    | FN             | 418          | 6,86         |             |             |
|                | Daniel Lhomond    | Verts          | 404          | 6,63         |             |             |
|                | Michel Bodin      | PCF            | 400          | 6,57         |             |             |
|                | Bernard Bourdet   | EXG            | 211          | 3,47         |             |             |
|                | Paul Pennetault   | RDG            | 76           | 1,25         |             |             |
|                | Fernande Tavernet | DVG            | 60           | 0,99         |             |             |
|                | Laurent Guillemet | EXG            | 44           | 0,72         |             |             |
|                |                   |                |              |              |             |             |
| Inscrits       | Inscrits          | Inscrits       | 10 847       | 100,00       | 10 847      | 100,00      |
| Abstention     | Abstention        | Abstention     | 4 504        | 41,52        | 4 771       | 43,98       |
| Votants        | Votants           | Votants        | 6 343        | 58,48        | 6 076       | 56,02       |
| Blancs et nuls | Blancs et nuls    | Blancs et nuls | 354          | 4,00         | 227         | 3,74        |
| Exprimés       | Exprimés          | Exprimés       | 6 089        | 96,00        | 5 849       | 96,26       |

*sortant

### Canton de Saint-Gervais-les-Trois-Clochers
| Candidats      | Candidats       | Étiquette      | Premier tour | Premier tour |
| Candidats      | Candidats       | Étiquette      | Voix         | %            |
| -------------- | --------------- | -------------- | ------------ | ------------ |
|                | Jacques Boulas* | DVD            | 1 447        | 62,59        |
|                | Patrick Juin    | MDC            | 460          | 19,90        |
|                | Jacques Goussot | FN             | 252          | 10,90        |
|                | Suzanne Cochain | PCF            | 153          | 6,62         |
|                |                 |                |              |              |
| Inscrits       | Inscrits        | Inscrits       | 3 788        | 100,00       |
| Abstention     | Abstention      | Abstention     | 1 342        | 35,43        |
| Votants        | Votants         | Votants        | 2 446        | 64,57        |
| Blancs et nuls | Blancs et nuls  | Blancs et nuls | 134          | 5,48         |
| Exprimés       | Exprimés        | Exprimés       | 2 312        | 94,52        |

*sortant

### Canton de Saint-Julien-l'Ars
| Candidats      | Candidats            | Étiquette      | Premier tour | Premier tour | Second tour | Second tour |
| Candidats      | Candidats            | Étiquette      | Voix         | %            | Voix        | %           |
| -------------- | -------------------- | -------------- | ------------ | ------------ | ----------- | ----------- |
|                | Nicole Merle         | UDF            | 1 878        | 36,38        | 2 256       | 46,15       |
|                | Michel Burlot        | PS             | 1 582        | 30,65        | 2 632       | 53,85       |
|                | Jean-Paul Barret     | Verts          | 463          | 8,97         |             |             |
|                | Jean-Pierre Jallais  | PCF            | 439          | 8,50         |             |             |
|                | Xavier Moinier       | RDG            | 434          | 8,41         |             |             |
|                | Jean-Paul Laurendeau | FN             | 366          | 7,09         |             |             |
|                |                      |                |              |              |             |             |
| Inscrits       | Inscrits             | Inscrits       | 8 481        | 100,00       | 8 481       | 100,00      |
| Abstention     | Abstention           | Abstention     | 2 974        | 35,07        | 3 346       | 39,45       |
| Votants        | Votants              | Votants        | 5 507        | 64,93        | 5 135       | 60,55       |
| Blancs et nuls | Blancs et nuls       | Blancs et nuls | 345          | 6,26         | 247         | 4,81        |
| Exprimés       | Exprimés             | Exprimés       | 5 162        | 93,74        | 4 888       | 95,19       |

### Canton de La Trimouille
| Candidats      | Candidats         | Étiquette      | Premier tour | Premier tour | Second tour | Second tour |
| Candidats      | Candidats         | Étiquette      | Voix         | %            | Voix        | %           |
| -------------- | ----------------- | -------------- | ------------ | ------------ | ----------- | ----------- |
|                | Georges Keraudren | DVD            | 897          | 45,74        | 1 019       | 52,34       |
|                | Hervé Vallet*     | DVD            | 771          | 39,32        | 928         | 47,66       |
|                | Thierry Chauveau  | PS             | 216          | 11,01        |             |             |
|                | Thierry Houmeau   | FN             | 77           | 3,93         |             |             |
|                |                   |                |              |              |             |             |
| Inscrits       | Inscrits          | Inscrits       | 2 933        | 100,00       | 2 933       | 100,00      |
| Abstention     | Abstention        | Abstention     | 860          | 29,32        | 870         | 29,66       |
| Votants        | Votants           | Votants        | 2 073        | 70,68        | 2 063       | 70,34       |
| Blancs et nuls | Blancs et nuls    | Blancs et nuls | 112          | 5,40         | 116         | 5,62        |
| Exprimés       | Exprimés          | Exprimés       | 1 961        | 94,60        | 1 947       | 94,38       |

*sortant

### Canton des Trois-Moutiers
| Candidats      | Candidats         | Étiquette      | Premier tour | Premier tour |
| Candidats      | Candidats         | Étiquette      | Voix         | %            |
| -------------- | ----------------- | -------------- | ------------ | ------------ |
|                | Dominique Réant   | DVD            | 1 155        | 51,08        |
|                | Simonne Guilgaud  | PS             | 443          | 19,59        |
|                | Frédéric Mignon   | DVG            | 273          | 12,07        |
|                | Jacky Pons        | FN             | 208          | 9,20         |
|                | Jean-Yves Lepinay | PCF            | 118          | 5,22         |
|                | Dominique Vacher  | DVG            | 64           | 2,83         |
|                |                   |                |              |              |
| Inscrits       | Inscrits          | Inscrits       | 3 762        | 100,00       |
| Abstention     | Abstention        | Abstention     | 1 378        | 36,63        |
| Votants        | Votants           | Votants        | 2 384        | 63,37        |
| Blancs et nuls | Blancs et nuls    | Blancs et nuls | 123          | 5,16         |
| Exprimés       | Exprimés          | Exprimés       | 2 261        | 94,84        |

### Canton de Vouillé
| Candidats      | Candidats       | Étiquette      | Premier tour | Premier tour |
| Candidats      | Candidats       | Étiquette      | Voix         | %            |
| -------------- | --------------- | -------------- | ------------ | ------------ |
|                | Claude Bertaud* | RPR            | 3 944        | 64,86        |
|                | Patrick Hilbert | DVG            | 1 722        | 28,32        |
|                | Pierre Voche    | FN             | 415          | 6,82         |
|                |                 |                |              |              |
| Inscrits       | Inscrits        | Inscrits       | 10 025       | 100,00       |
| Abstention     | Abstention      | Abstention     | 3 611        | 36,02        |
| Votants        | Votants         | Votants        | 6 414        | 63,98        |
| Blancs et nuls | Blancs et nuls  | Blancs et nuls | 333          | 5,19         |
| Exprimés       | Exprimés        | Exprimés       | 6 081        | 94,81        |

*sortant